# Multilevel-Selektion
Die Theorie der Multilevel-Selektion soll erklären, dass es unterschiedliche Ebenen gibt, auf denen die natürliche Selektion angreifen kann. Die gängige neodarwinistische Theorie, dass nur das Individuum Objekt der Selektion sei (oder – bei Richard Dawkins – nur das Gen), wird durch eine übergreifende Theorie ersetzt: Selektionskräfte wirken dieser Theorie zufolge sowohl unterhalb des Individual-Levels (Organe, Zellen, Gene) als auch oberhalb (Gruppe, Population) – gegebenenfalls sogar simultan.
Die Theorie wurde in den 1990er-Jahren von dem Evolutionsbiologen David Sloan Wilson und dem Philosophen Elliott Sober entwickelt.

## Vorgeschichte und prinzipielle Kritik an Gruppenselektion
Schon Charles Darwin kannte die Vorstellung von Gruppenselektion und verwendete die Idee. Er konnte aber das Problem nicht lösen, dass Arbeiter-Insekten auf eine eigene Fruchtbarkeit verzichten. Dass Arbeiter-Insekten näher mit ihren Geschwistern als mit der Königin verwandt sind, war ihm seinerzeit nicht bekannt.
Erst der Brite Vero Wynne-Edwards arbeitete dies in den 1960er-Jahren zur Theorie der Gruppenselektion aus. Ihr zufolge können Merkmale evolvieren, die für das Wohl der Gruppe gut sind, auch wenn sie für das altruistische Individuum selbst nicht fitnessfördernd sind. Altruismus ist analog zu William Donald Hamiltons Theorie der Verwandtenselektion ein wichtiges Element, aber Wynne-Edwards erntete mit seinem Konzept keinen Erfolg. Er konnte nicht darstellen, wie die Gruppen stabil bleiben können. Kritiker wie der Amerikaner George C. Williams warfen ihm vor, was auf Gruppenebene erklärt werde, könne immer auch auf Individualebene erklärt werden: „Man sollte die adaptionistische Idee nicht oberhalb der Ebene des Individuums verwenden.“ Williams ließ zwar Gruppenselektion als theoretische Möglichkeit gelten, sprach ihr aber Seltenheit in empirischen Umgebungen zu.
Nach der Sicht der Kritiker besteht eine Gruppe immer aus Individuen und es sind die Individuen, deren genetische Ausstattung oder Verhalten zwangsläufig auch die Fitness einer Gruppe maximiert. Hamilton hatte immerhin mit der Verwandtschaftsselektion einen Weg aufgezeigt. Die Gruppenselektion will jedoch über Verwandtschaftsbeziehungen hinaus konsistent darstellen, dass die Gruppe als eine evolutionäre Einheit gesehen werden kann, für die die Selektion prinzipiell ebenso spielen kann wie auf der Individualebene. Gegebenenfalls soll nachgewiesen werden, dass natürliche Selektion auf den verschiedenen Ebenen gleichzeitig agiert.
Wilson & Sober publizierten 1998 einen Essay, in dem sie erneut für die Gruppenselektion eintraten. Sie nannten das Konzept MultiLevel Selection Theory.

## Beispiele für Gruppenverhalten bei Menschen
D. S. Wilson macht die Problemsituation deutlich: Was geschieht, wenn man einen guten und einen schlechten Menschen zusammen auf eine Insel bringt? Zweitens: Was geschieht, wenn man eine Gruppe von guten Leuten auf eine Insel und eine Gruppe von schlechten Menschen auf die Insel nebenan schafft? Und schließlich drittens: Was geschieht, wenn man einer schlechten Person erlaubt, zu der Insel mit den Guten zu schwimmen?
„Gut“ wird hier gleichgesetzt mit: „altruistisch, freundlich, liebevoll, loyal, verzeihend“ usw. „Schlecht“ wird gleichgesetzt mit „egoistisch, hinterlistig, gehässig, habsüchtig, feige, verräterisch, böse“. Die darwinsche natürliche Selektion basiert auf Fitnessunterschieden in einer Gruppe, was Gute und weniger Gute zum Ausdruck bringen. Die natürliche Selektion basiert auf Fitnessunterschieden zwischen Gruppen, was, so wird argumentiert, zur Herausbildung der guten Eigenschaften führt:
Im ersten Fall gilt: Der Schlechte tötet den Guten, packt dessen Proviant ein und flüchtet von der Insel. Im zweiten Fall gilt: Die Guten suchen im Team eine Lösung, von der Insel weg zu kommen oder sie richten es sich dort ein und leben in Frieden während sich die Schlechten auf ihrer Insel töten. Im dritten Fall sind viele Gute und ein Schlechter. Nutzt der Schlechte ihr Verhalten aus? Was geschieht mit ihm? Kann einer oder können ein paar Schlechte eine Gruppe aus sonst Guten gegenüber einer anderen Gruppe aus nur Guten benachteiligen? Der Evolutionstheoretiker fragt: Können Fitnessunterschiede entstehen, wenn eine Gruppe Aufrichtiger durch einen oder ein paar Querulanten unterminiert wird, die deren gute Absichten skrupellos ausnutzen? Genau hier lagen die bislang in der Theorie Gruppenselektion unlösbaren Probleme der Instabilität in der Gruppe, mit denen Wynne-Edwards nicht weiter kam, und weshalb die Idee der Gruppenselektion stets auf Ablehnung stieß.

## Optimierung von Legehennen-Batterien
Wilson beschreibt an einem anderen Beispiel, wie man ein Gehege von 20 Hennen erhält, die in der Summe die meisten Eier legen (Wilson 2007,33f). Früher suchten Züchter die produktivsten Hennen aus einer größeren Gruppe heraus, selektierten wiederholt die Auswahl der ein oder zwei Dutzend besten Legehennen einige Generation lang bis nach einer Reihe von Generationen die besten bestimmt waren. Dies hatte jedoch den unter Züchtern bekannten unliebsamen Effekt, dass die verbleibenden besten Legehennen in der Gruppe keinerlei Konkurrenz duldeten und sich töteten. Die Zusammenhänge hat der Amerikaner William Muir entdeckt: Wenn jeder sein Bestes gibt im Staat, dann ist das nicht zwingend das Beste für alle.

## Die Suche nach Mustern für gruppenspezifisches Fitnessverhalten
Es gilt nachzuweisen, dass eine Gruppe von Individuen durch ihr Verhalten eine höhere Fitness hervorbringt als dadurch, dass jeder einzelne in der Gruppe seine Fitness maximiert. Das heißt, dass das Reproduktionsmaximum der Gesamtheit erst erreicht wird durch die Reproduktionseinschränkung ihrer Mitglieder. Dies jedoch nicht unter engen Verwandten wie bei Hamilton. Dieses Denken übersteigt die Lehre Darwins, nach der Selektion auf Individualebene Fitnessmaximierung auf Individualebene ist. Diese liegt hier jedoch nicht vor.
Wenn jede Henne ihre Legewut ein wenig zum Wohl des Geheges zurückdreht, macht sich das am Ende in ein paar Eiern insgesamt mehr deutlich, abgesehen davon, dass alle Hühner am Leben bleiben.
Wir haben es bis hierhin mit einem veränderten Verhalten der Individuen zu tun. Wilson fragt weiter: Kann das veränderte Verhalten der Gruppenmitglieder zu einem neuartigen Verhalten der Gruppe als Ganzes führen, zu einem Verhalten, das sich in dem der Individuen gar nicht zeigt? Er will wissen: Kann man sich das Gruppenverhalten als eine neue Qualität vorstellen, die anders ist als die Summe der Verhaltensausprägungen der Mitglieder der Gruppe?

## Neuronale Analogie: Das Bewusstsein existiert nicht in einem Neuron
Eine ähnliche Problemstellung ergibt sich bei der Frage nach dem Ort des Bewusstseins: Das Bewusstsein findet sich nicht in einem Neuron. Man kann seine elektrische Spannung exakt messen, die Übertragung der biochemischen Botenstoffe analysieren, aber man findet weder Bewusstsein, noch Erinnerung noch Gefühle. Solche schafft der Organismus sich erst auf der übergeordneten Ebene. Und man hat es dann mit etwas anderem zu tun als mit der Summe der Informationen, die in den Neuronen gespeichert sind. Gibt es so etwas auch in Gruppen von Individuen? Und kann es zur Fitnesserhöhung beitragen, also eine Rolle für die Evolution spielen?
Wilson unterscheidet die within-group selection, also die natürliche Selektion innerhalb einer Gruppe von der between-group selection, der Selektion zwischen Gruppen einer Art.

## Schwarmintelligenz bei Bienen
Wilson erläutert das Beispiel der Schwarmintelligenz (Kollektive Intelligenz) bei Bienen. Ein Bienenstamm muss zu Entscheidungen kommen, die sein tägliches Überleben sichern. Wenn der Schwarm bei der Nahrungssuche, bei eintretender Nahrungsverknappung oder bei der Suche nach einem neuen Zuhause für einen Teil, der sich von ihm abspaltet, nicht kollektiv, schnell und richtig entscheiden kann, ist das Überleben des Schwarms gefährdet. Demokratische Abstimmungsmethoden sind ineffizient, zu langwierig, zu aufwändig. Dennoch müssen alternative Angebote „eingeholt“, „gegenübergestellt“ und „abgewogen“ werden, dringlichere oder bessere Alternativen müssen den Vorzug bekommen vor weniger guten. Den „Vorzug bekommen“ heißt: Es braucht eine unmissverständliche, eindeutige Entscheidung für alle. Präferenzen von Individuen müssen umgewandelt werden in eine kohärente Handlungsanweisung. Die Evolution muss hier Wege gefunden haben, dass ein Insektenstamm von Bienen zu effektiven, zuverlässigen Handlungsanweisungen kommt.
Wilson bezieht sich auf die Forschungsergebnisse zur Schwarmintelligenz von Thomas Seeley. Bereits der deutsche Zoologe Karl von Frisch entdeckte 1920 die Tanzsprache der Bienen. Bienen können sich auf diese Art verständigen. Eine Biene, die von einer erfolgreichen Nahrungssuche zurückkehrt, vollführt einen bestimmten Tanz. Ihre Artgenossen erkennen an der Figuration des Tanzes, an der Länge, an der Geschwindigkeit, am Wedeln ihres Hinterteils und anderen Mustern, in welcher Richtung und Entfernung sich eine neue Nahrungsquelle befindet, wie ertragreich sie ist etc. Die entsprechenden Signale werden von den anderen Bienen erkannt und interpretiert und sie wissen den Weg zu dem besseren Futterplatz.
Schwarmintelligenz ist jedoch mehr als die Intelligenz der Biene. Seeley hat Verhaltensmuster von Individuen vermutet und gesucht, die sich auf den gesamten Schwarm von einigen zehntausend Bienen in der Art übertragen, dass der Schwarm Handlungen ausführt, die aus den Signalen des oder der Tänzer nicht abgeleitet werden können. Es ist nicht so, dass einige die Tänzer beobachten, Signale vergleichen und bewerten, um Signale weiterzugeben bis am Ende alle wissen, was Sache ist. Es ist im Kern anders. Es geht um das Verhalten des gesamten Schwarms, der durch spezifisches Verhalten dann auch als Kollektiv, als Superorganismus, zum Objekt der Selektion werden kann, dadurch, dass dieses Verhalten die Überlebensfähigkeit des Schwarms respektive seine Fitness erhöht. Ohne Gruppenverhalten geringere Fitness, mit Gruppenverhalten höhere Fitness.
Sehr wohl enthalten die Tanzformen der Bienen spezifische Signale an ihre Artgenossen über Qualität von Nahrungsquellen etc. Wenn andere Bienen diese spezifischen Signale „korrekt“ umsetzen und den Informationen nachgehen, bewegen wir uns evolutionstheoretisch auf der Ebene der Individualselektion. Sie ist laut Wilson immer mit im Spiel. Die Frage ist jetzt zusätzlich: Kann sie überspielt werden durch Selektion auf der nächsten Ebene? Wie arbeitet der Schwarm als eine geschlossene, integrierte Einheit?
Der Tanz enthält Informationen, die Karl von Frisch richtig beschrieben hat. Die Länge des Tanzes ist proportional zum Zuckergehalt an der aufgefundenen Nahrungsquelle. Die Bienen müssen die im Stamm tanzenden Bienen beobachten, ihre Informationen vergleichen. Sie kommen aber auch auf einem zusätzlichen Weg, nicht individuellen Weg zu der Nahrungsinformation. Die Länge des Tanzes führt maßgeblich auch auf eine andere Weise, nämlich durch die Tatsache, dass mehr Bienen den länger ausgeführten Tanz wahrnehmen, rein statistisch dazu, dass Bienen zum Ausfliegen motiviert werden, die sonst gar nicht ausfliegen würden, so Seeley. Nach seiner Theorie vergleicht keine dieser Bienen den unterschiedlichen Informationsgehalt von Tanzlängen, obwohl diese Informationen tatsächlich vorliegen. Eine Biene pickt sich einfach per Zufall einen Tänzer heraus. Allein die Länge eines Tanzes generiert also eine statistische Gerichtetheit, dass mehr Bienen eine gute Nahrungsquelle aufsuchen.
Kein Tier im Schwarm begreift das Ganze und dennoch: Jedes trägt seinen Teil zum Erfolg bei. Es gibt keinen Oberkommandierenden, keine zentrale Instanz, keinen Verwaltungsapparat. Die Königin ist nicht beteiligt. Stattdessen gibt es evolvierte, hoch effiziente, situationsabhängige Koordinationsprozesse. Der Schwarm reagiert auf Herausforderungen und findet die Lösungen, die ein einzelnes Mitglied nicht finden kann.

## Gründung eines neuen Bienenstaats
Seeley schreibt auch darüber, wie Bienen einen neuen Staat gründen. Ab einer bestimmten Schwarmgröße zieht die Königin mit rund der Hälfte ihres Volkes aus und lässt sich auf einem Ast eines nahen Baums nieder. Scouts ziehen in alle Richtungen los und suchen nach dem neuen Nistplatz. Untersucht werden Kriterien wie der Hohlraum. Er muss groß genug sein und sich in der richtigen Höhe über dem Boden befinden. Für das Eingangsloch gibt es eine klare Größenvorstellung, und das Vorhandensein toter Artgenossen, die gegebenenfalls schon einmal an der gesuchten Stelle gehaust haben, ist ein weiteres Kriterium. Letztlich darf der neue Nistplatz nicht zu nah an dem des alten Schwarms sein, um Konflikte vorbeugend zu vermeiden. Hat ein Scout einen Platz gefunden, den er für gut hält, bleibt er eine Zeit lang dort. Andere Scouts finden den Platz ebenfalls. Wird nun eine bestimmte Zahl von Scouts, ein bestimmter Schwellwert, an ebendiesem Platz erreicht, fliegen sie alle zurück zum Schwarm. Nicht mehr als hundert Bienen bestimmen, wo zehntausende hinziehen werden. Die Zurückkehrenden übermitteln dem Schwarm durch spezifische Signale, was sie ausgekundschaftet haben und wo es sich befindet. In weniger als einer Minute hat sich der komplette Schwarm von seinem Ast gelöst und fliegt in geschlossener Formation zu dem neuen Platz, den die Scouts gewählt haben. Niemand weiß laut Seely genau, wie der Schwarm zielgerichtet den bis zu zwei Kilometer weiten Weg bis dorthin findet.
Ein Bruchteil des Schwarms hat die richtige Entscheidung getroffen für alle. Sie wird ohne Zögern umgesetzt. Wenige entscheiden über das überlebenswichtige Verhalten für ihren ganzen Schwarm. Kein Individuum kennt die getroffene Entscheidung.

## Implikationen für die Evolutionstheorie

### Kein Altruismus erforderlich
Die Multilevel Selection Theory braucht keinen selbstheiligenden Altruismus wie bei Hamilton. Verwandtschaftsbeziehungen werden unwichtig und rücken in den Hintergrund. Auch können Verhaltensvariationen zwischen Gruppen groß sein, obwohl die genetische Variation zwischen ihnen gering ist, zum Beispiel wenn Mitglieder einer Gruppe andere imitieren oder bestimmte soziale Normen annehmen. Individuen müssen sich auch nicht primär um das Wohl der Gruppe sorgen, wie das ursprünglich von Wynne-Edwards zwingend gesehen wurde. Die Unabhängigkeit vom Altruismus ist deswegen gegeben, weil die spezifischen Formen von Gruppenverhalten (s. Beispiele) selbst fitnessfördernd sein können. Entsprechend entsteht auch keine Diskussion um die Fitnessstabilität der Gruppe wie bei der Gruppenselektion.

### Die Bedeutung der Schwarm-Intelligenz
Aus dem Schwarmverhalten lässt sich herauslesen, dass die Selektion auf dieser Ebene angreifen kann. Hier liegen die Voraussetzungen für Gruppenselektion vor. Bei der Vorstellung, dass Schwärme in vielen Millionen Jahren differenzierte Fitnessgrade entwickeln, weil sie sich unterschiedlich gut anpassen bei der Nahrungssuche, bei der Nestplatzfindung, also bei den Aufgaben, die sie nur als Schwarm und nicht als einzelne Individuen lösen können, dann ist nur sehr schwer vorstellbar, dass solche Merkmale keine Form der Gruppenselektion darstellen, Merkmale also, die aus dem Sozialverhalten aller seiner Mitglieder entstehen und als solche auch beschrieben werden können. Dass Selektion auf verschiedenen Ebenen existiert, vom Gen über die Zelle über Organe über den Organismus bis zu kleinen oder großen Gruppen, das heute abzulehnen, bedarf schon großer Anstrengung. Der Hunger einer Bienenkolonie kann nicht zurückgeführt (getraced) werden auf den Hunger einer beliebigen individuellen Biene. Die Intelligenz einer übergeordneten Einheit kann in keinem der Teile gefunden werden, sondern emergiert vielmehr aus der Interaktion der Teile. Darin drückt sich die Multilevel Selection aus.

### Matrjoschka-Puppen
Mit der Multilevel Selection Theorie ist nach dem Verständnis ihrer Autoren eine vereinheitlichte Theorie der natürlichen Selektion entstanden, die auf der Idee ineinander geschachtelter Hierarchie aufbaut. Man soll sich das vorstellen wie russische Matrjoschka-Puppen. So möchten die Autoren es verstanden wissen. Gruppenselektion ist selten die einzige auf eine Merkmalsausprägung hin wirkende Kraft, Individualselektion ist so gut wie immer präsent. Deswegen erklärt die hierarchische Theorie auch beides. Adaption auf jeder Ebene biologischer Hierarchie erfordert einen Prozess der natürlichen Selektion auf ebendieser Ebene. Das ist Kernthese von Wilson & Sober. Williams Vorgabe, die adaptionistische Idee ausschließlich auf Individualebene anzuwenden, ist fundamental falsch.

### Multilevel Selektion und Individuelle Selektion
Die Folgen dieser Erkenntnisse sind fundamental für die Menschheit wie die Wilsons es formulieren: „Zunächst mal müssen wir uns davon verabschieden, das Individuum als ein privilegiertes Level der biologischen Hierarchie zu sehen. Anpassung kann sich überall vollziehen, auf jeder Ebene von Genen bis Ökosystemen. Ja die Balance zwischen den Ebenen ist nicht einmal fixiert. Sie kann selbst evolvieren.“

„Höhere Einheiten der biologischen Hierarchie können als Organismen gesehen werden, und zwar im gleichen Sinn wie Individuen als Organismen gesehen werden. In diesem Sinn sind sie beide Vehikel der Selektion. Die Tatsache, dass wir mit Gruppen als Organismen weniger vertraut sind als mit Individual-Organismen und auch dass erstere im Vergleich zu Individuen verwundbarer sind für innere Aushöhlungen, darf uns nicht davon abhalten, Organisation auf Gruppenebene da zu erkennen, wo sie tatsächlich existiert.“